# Station Sway
Sway is een spoorwegstation van National Rail in New Forest in Engeland. Het station is eigendom van Network Rail en wordt beheerd door South Western Railway. 